# L'Île-du-Grand-Calumet
L'Île-du-Grand-Calumet est à la fois le nom de cette île et de cette municipalité du Québec, située dans la MRC de Pontiac. La municipalité de L’Île-du-Grand-Calumet inclut l’île principale (L’Île-du-Grand-Calumet), ainsi que les îles Lafontaine, Française, Verte, et de nombreuses petites îles; tous près, à côté, dans la rivière des Outaouais. Le nom de cet endroit est et fut toujours l'Île-du-Grand-Calumet. Ce n'est pas Calumet ou Grand-Calumet. Pour que ceci soit clair pour tous; le 5 juillet 2008 la municipalité établissait officiellement le nom L’Île-du-Grand-Calumet non seulement pour la municipalité, mais aussi pour l’île principale (L'Île-du-Grand-Calumet).
Grand-Calumet est le centre-ville de cette île, qui comprend entre autres l'Église Sainte-Anne (catholique et francophone), laquelle est entourée des bâtiments : municipal, scolaire, communautaire, etc..

## Toponymie
Le nom de cette ile fut donné par l'explorateur français Samuel de Champlain. Il a remonté la rivière des Outaouais en 1613. Il a cartographié et il a nommé cette ile. C'était sa mission. Il a dû rebrousser chemin à l'Isle-aux-Allumettes.
Grand-Calumet de L’Île-du-Grand-Calumet est précisément l’emplacement, où pendant des décennies, se sont rencontrées les tribus des premières nations pour fumer leur Grand Calumet cérémonial, rendant ainsi officiels leurs accords sur différents sujets, lesquels étaient surtout territoriaux, établissant qui avait le droit de pêche et de chasse à divers endroits.
En plus, c’était le lieu de leur pow-wow annuel, pour fraterniser et commercer. Les Amérindiens de différentes tribus y venaient de centaines de kilomètres à la ronde.

## Histoire

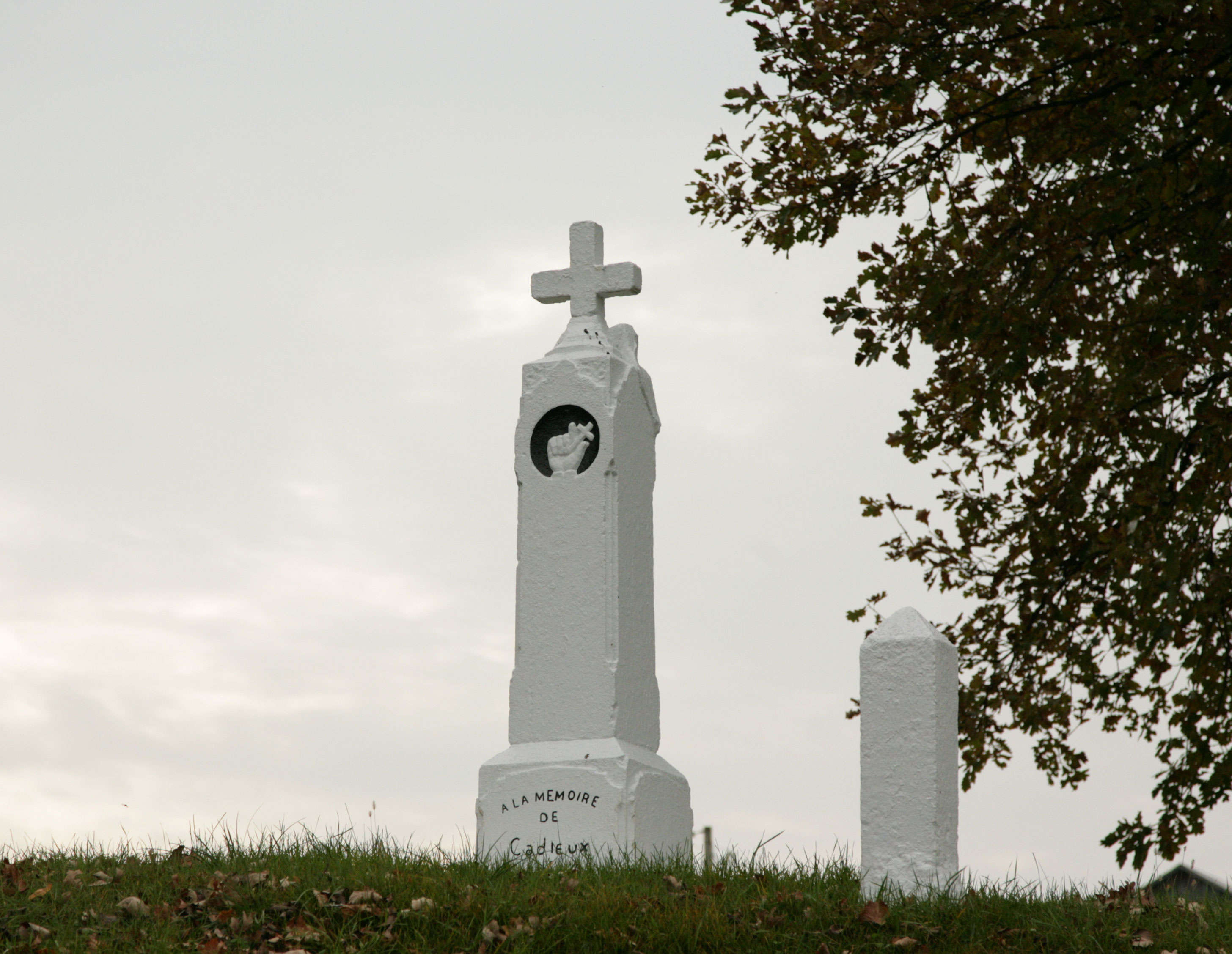
Monument à Cadieux

La région située le long de la rivière des Outaouais n'est pas colonisée durant le régime français afin de maintenir la traite des fourrures avec les Amérindiens qui y habitent. Les Français maintiennent une garnison dans plusieurs forts le long de l'Outaouais dont le fort Coulonge. Les fourrures y sont livrées, puis on les acheminent sous escorte vers les grands centres de la colonie. Après 1763, les Britanniques ont le même souci de décourager l'installation de colons.
En mai 1709, Jean Cadieux, né à Boucherville le 12 mars 1671, fils cadet de Jean Cadieux et de Marie Valade, meurt de blessures et d'épuisement en voulant sauver ses compagnons de voyage des attaques des Iroquois. Des canotiers venus d'Oka ont trouvé son corps, en haut des Sept Chutes du Grand Calumet, tenant dans ses mains un texte écrit sur un écorce de bouleau, relatant sa mort, à l'origine de la légende La complainte de Cadieux.
Voici un extrait du texte de la Complainte de Cadieux (extrait de Forestiers et Voyageurs, Chapitre XV, de Jean-Charles Taché) :

« Petit rocher de la haute montagne, je viens ici finir cette campagne ! 

Ah ! doux échos, entendez mes soupirs en languissant, je vais bientôt mourir. »

À partir de 1695, Cadieux s'engage pour conduire des canots dans la région des Grands Lacs afin d'en ramener des fourrures. Il épouse le 30 mai 1695 à Boucherville, Marie Bourdon, née le 11 août 1675 au même endroit. On dit de cette dernière qu'elle est algonquine. Ses parents, possiblement adoptifs, sont Jacques Bourdon (1650-1724) et Marie Ménard (1658-1726), tous deux nés en France. Après la mort de Jean Cadieux, elle épouse Antoine Quenneville le 26 mai 1710 à Longueuil.
Pierre de Troyes y passe en 1686, en route pour la Baie d'Hudson pour y déloger les Anglais, et relate dans son journal que :

« Nous vimes vis-à-vis de notre camp un croix, au pied de laquelle est enterré le nommé dargy, voiageur, qui se noya, il y a quelque temps en trainent son canot à un portage au-dessus qui porte le nommé.  Le vingt septième, je décampé et commencêms à monter les rapides des Calumets.  On leur a donné ce nom, parce qu'il se trouve proche cet endroit une pierre bleue propre à en faire. »

Le premier défricheur de L’Île-du-Grand-Calumet fut Louis-Marie Brizard. Il y arriva vers 1820. Il y a là une rue du nom de Brizard pour commémorer ce premier défricheur.
Louis-Marie vécut de 1798 à 1868. Il était originaire de Maskinongé QC. Il fréquenta pendant plusieurs années Marie Lavigne (née en 1802 et décédée en 1886). Elle était apparemment la petite-fille du chef indien de l’endroit. Elle se convertit au catholicisme et le 4 octobre 1836, Louis-Marie et Marie allèrent se marier à Fort-Coulonge, QC. C’était l’endroit le plus près ayant des services religieux. Ils eurent plusieurs enfants, lesquels se marièrent aux nouveaux arrivants. Louis-Marie et Marie sont de lointains ancêtres d’un grand nombre de gens vivants de cette île. Dans le passé, le nom de Brizard fut parfois écrit Brisard, Brissard et Brizzard désignant la même personne.
Entre 1840 et 1850, trois groupes d’Irlandais immigrèrent à l’île. En 1846, F.X. Bastien fut élu le premier maire. Après une tentative du 14 mai 1847, la municipalité de L'Île-du-Grand-Calumet fut définitivement créée le premier septembre 1855.
Du minerais de plomb et du zinc y fut découvert en 1893. La mine du nom «New Calumet Mines» fut créée et commença ses opérations en 1943. Sa production maximale fut atteinte en 1953 avec 840 tonnes par jour. 435 employés y travaillaient.
Le 22 décembre 2007, le nom de la municipalité devient officiellement la municipalité de L'Île-du-Grand-Calumet. Cette municipalité comprend le village Grand-Calumet et différentes petites localités telles que Tancredia, Le Faubourg, Dunraven, Rivière-Barry, Freshwater, etc.

### Toponymie
La municipalité de L'Île-du-Grand-Calumet est d'abord créée comme municipalité du canton de Calumet le 14 mai 1847. Elle est abolie le 1er septembre suivant et rattachée à la municipalité du comté d'Ottawa, avant d'être rétablie en 1855. En 2003, la municipalité du canton de Grand-Calumet devient la municipalité de Grand-Calumet. Le 22 décembre 2007, elle rechange son nom pour L'Île-de-Grand-Calumet. Le 5 juillet 2008, elle corrige l'orthographie de son nom et devient finalement L'Île-du-Grand-Calumet .

## Démographie
| 1991 | 1996 | 2001 | 2006 | 2011 | 2016 | 2021 |
| ---- | ---- | ---- | ---- | ---- | ---- | ---- |
| 787  | 774  | 732  | 785  | 731  | 626  | 648  |

## Administration
Les élections municipales se font en bloc pour le maire et les six conseillers.
| L'Île-du-Grand-Calumet Maires depuis 2001                                                                            |                      |         |          |
| Élection | Maire                | Qualité | Résultat |
| 2001 | Paul-Émile Maleau    |         | Voir     |
| 2005 | Paul-Émile Maleau    | Voir    |          |
| 2009 | Paul-Émile Maleau    | Voir    |          |
| 2013 | Paul-Émile Maleau    | Voir    |          |
| 2017 | Serge Newberry       |         | Voir     |
| 2021 | Jean-Louis Corriveau |         | Voir     |
| Élection partielle en italique Depuis 2005, les élections sont simultanées dans toutes les municipalités québécoises |                      |         |          |